# 84340 Jos
84340 Jos è un asteroide della fascia principale. Scoperto nel 2002, presenta un'orbita caratterizzata da un semiasse maggiore pari a 2,3807576 UA e da un'eccentricità di 0,0844486, inclinata di 2,65465° rispetto all'eclittica.
L'asteroide è dedicato allo statunitense Jos Dianovich Claerbout.